# Samuel Kuffour
Samuel Osei Kuffour (* 3. září 1976, Kumasi) je bývalý ghanský fotbalový obránce. Po skončení aktivní kariéry pracoval jako fotbalový expert, televizní analytik.
Jeho dcera Godiva zemřela ve věku 15 měsíců v lednu 2003, utopila se v bazénu.

## Fotbalová kariéra
S ghanským národním fotbalovým týmem získal bronzovou medaili na olympijských hrách roku 1992 v Barceloně. Mistr světa do 17 let (1991). Zúčastnil se mistrovství světa ve fotbale 2006 v Německu. Za ghanskou reprezentaci odehrál 59 zápasů a vstřelil 3 branky. V anketě BBC byl roku 2001 vyhlášen nejlepším fotbalistou Afriky. V Ghaně se stal fotbalistou roku třikrát (1998, 1999, 2001), jednou sportovcem roku (2001). Největších úspěchů dosáhl na klubové úrovni: S Bayernem Mnichov vyhrál Ligu mistrů UEFA (2000/01) a Interkontinentální pohár (2001) – ve finálovém zápase Interkontinentálního poháru vstřelil vítězný gól a byl navíc vyhlášen nejlepším hráčem zápasu, za což obdržel automobil značky Lexus. V dresu bavorského týmu se stal též šestinásobným mistrem Německa (1996–97, 1998–99, 1999–2000, 2000–01, 2002–03, 2004–05) a čtyřnásobným držitelem německého poháru (1997–98, 1999–2000, 2002–03, 2004–05). S FC Turín získal v sezóně 1992/93 též pohár italský.